# 馬料水新村

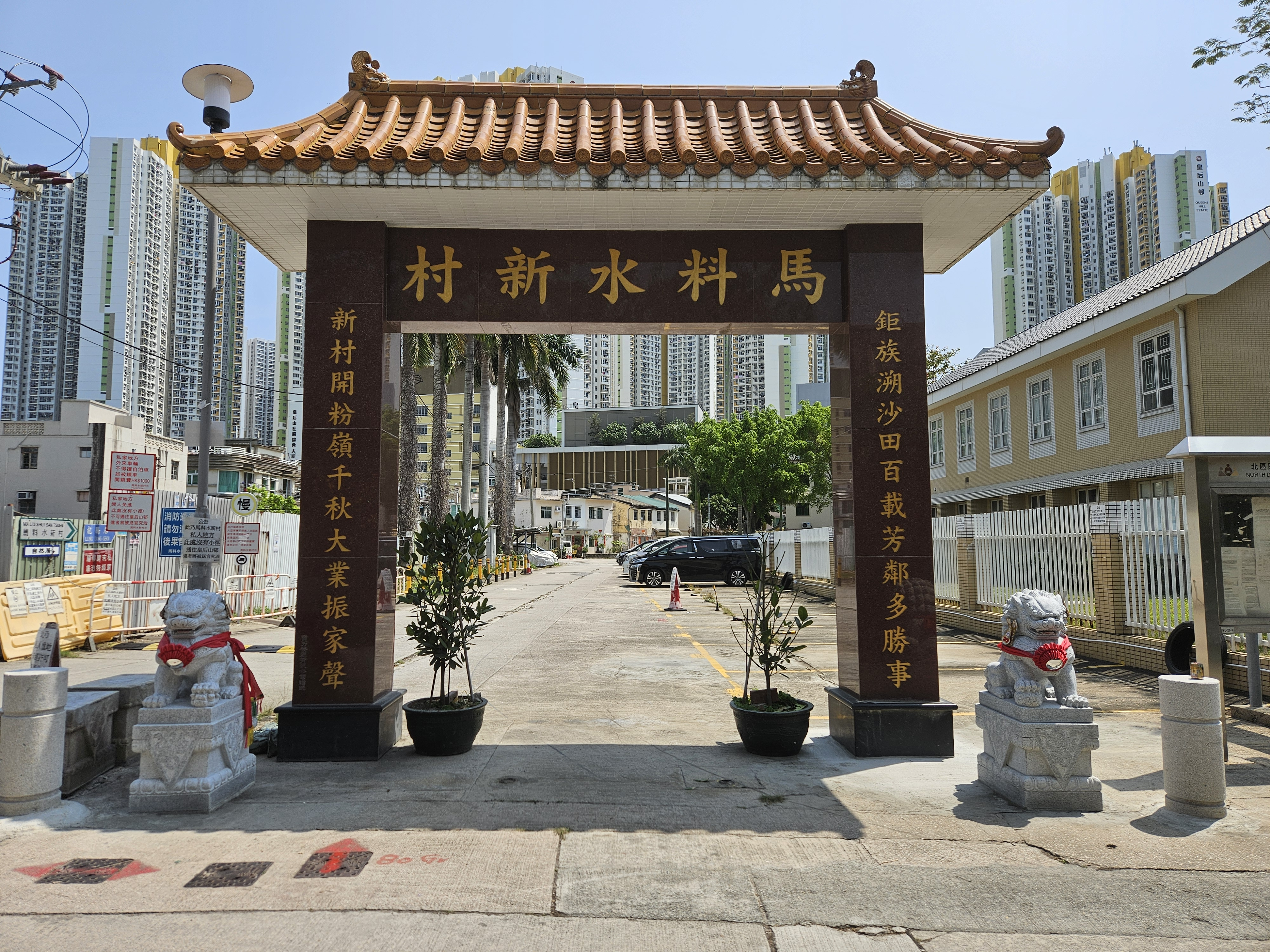
馬料水新村牌坊

22°30′20″N 114°09′22″E / 22.5056°N 114.156°E
馬料水新村（英語：Ma Liu Shui San Tsuen）是位於香港新界北區粉嶺龍躍頭與軍地之間的一條村落，毗鄰皇后山邨，屬粉嶺區鄉事委員會。
居民原為馬料水村的溫氏族人，因1962年香港中文大學崇基學院需要進行擴建，沙田理民府補償予當時的居民搬遷建立。